# Kálmán Darányi
Kálmán Darányi de Pusztaszentgyörgy et Tetétlen (Budapest, 22 marzo 1886 – Budapest, 1º novembre 1939) è stato un politico ungherese.
Fu Primo ministro ungherese dal 1936 al 1938 e due volte presidente del Parlamento dal 5 dicembre 1938 al 12 giugno 1939 e dal 15 giugno 1939 al 1º novembre 1939.
Esponente dell'ala più conservatrice della destra ungherese, perseguì in patria la creazione di un governo di stampo autoritario ed in politica estera promosse l'alleanza con la Germania nazista e l'Italia fascista.